# Inner Secrets
Inner Secrets är ett musikalbum av Santana som släpptes 1978. Skivan är noterbar eftersom musiken till skillnad från gruppens tidigare skivor inte innehåller särskilt mycket av den latinorock Santana är kända för. Istället drar musiken mot den på 1970-talet populära AOR-rocken och discomusik. Den långvarige organisten Tom Coster hade lämnat gruppen inför det här albumet. Skivan togs emot ljummet av musikkritiker och även om den sålde bra i flera länder blev den starten på en kommersiell nedgång för Santana som fortsatte under 1980-talet.

## Låtlista
(kompositör inom parentes)
1. "Dealer/Spanish Rose" (Capaldi/Santana) - 5:51
2. "Move On" (Santana, Rhyne) - 4:26
3. "One Chain (Don't Make No Prison)" (Lambert, Potter) - 7:13
4. "Stormy" (Buie, Cobb) - 4:46
5. "Well All Right" (Norman Petty, Buddy Holly, Allison, Mauldin) - 4:11
6. "Open Invitation" (Santana, Lambert, Potter, Walker, Margen) - 4:47
7. "Life Is a Lady/Holiday" (Lambert, Santana) - 3:48
8. "The Facts of Love" (Lambert, Potter) - 5:32
9. "Wham!" (Santana, Lear, Peraza, Rekow, Escovedo) - 3:28

## Listplaceringar
- Billboard 200, USA: #27[1]
- UK Albums Chart, Storbritannien: #17[2]
- VG-lista, Norge: #17[3]
- Topplistan, Sverige: #14[4]
- Österrike: #19[5]